# Stazione di Yankees-East 153rd Street
La stazione di Yankees-East 153rd Street (in inglese Yankees-East 153rd Street Station) è una fermata ferroviaria della linea Hudson della Metro-North Railroad. Serve lo Yankee Stadium e i quartieri Concourse e Highbridge del borough newyorkese del Bronx.

## Storia
Nel maggio 2007 la Metropolitan Transportation Authority (MTA) annunciò di aver raggiunto un accordo per realizzare una stazione a servizio del nuovo Yankee Stadium. I costi di costruzione vennero stimati in 91 milioni di dollari. La stazione fu inaugurata il 21 maggio 2009.

## Strutture e impianti
La stazione dispone di due banchine a isola e quattro binari.

## Movimento
La stazione è servita dai treni della linea Hudson del servizio ferroviario suburbano Metro-North Railroad. Durante le partite allo Yankee Stadium fermano anche alcune corse delle linee Harlem e New Haven.

## Servizi
La stazione è accessibile alle persone con disabilità motoria.
- Biglietteria a sportello
- Biglietteria automatica

## Interscambi
La stazione è servita da alcune autolinee gestite da NYCT Bus e sorge vicino alla stazione della metropolitana 161st Street-Yankee Stadium, dove fermano i treni delle linee 4, B e D.
- Stazione metropolitana (161st Street-Yankee Stadium, linee 4, B e D)
- Fermata autobus